# Oskoruš
Oskoruš is een plaats in de gemeente Buje in de Kroatische provincie Istrië. De plaats telt 60 inwoners (2001).